# Biblioteka Fabryczna w Żyrardowie
Biblioteka Fabryczna w Żyrardowie – biblioteka publiczna należąca obecnie do miasta Żyrardowa, założona w 1907 roku na fali ustępstw rządu carskiego po rewolucji w 1905 roku.
Biblioteka Fabryczna jest jedną z najważniejszych placówek kulturalnych miasta oraz jedną z najstarszych tego typu placówek na Mazowszu. W 2019 księgozbiór biblioteki liczył ok. 90 000 egzemplarzy.

## Historia biblioteki do 1915 r.
Już w roku 1895 istniała w osadzie fabrycznej biblioteka zakładowa dla urzędników zakładów lniarskich zlokalizowana w gmachu resursy, specjalizująca się w literaturze technicznej niezbędnej do sprawnego funkcjonowania fabryki. Biblioteka gromadziła głównie dzieła w języku niemieckim, jako że większość wyższych stanowisk technicznych w fabryce zajmowali dyrektorzy oraz majstrowie sprowadzeni z Niemiec i Austro-Węgier. Dostęp do zbiorów mieli tylko wyżsi pracownicy techniczni (majstrowie, kierownicy), zarząd fabryki oraz biuraliści.

### Biblioteka publiczna
Inicjatorem założenia w osadzie fabrycznej ogólnie dostępnej biblioteki był Albin Żbikowski piastujący funkcję jednego z dyrektorów Towarzystwa Akcyjnego Zakładów Żyrardowskich, który dnia 16 grudnia 1906 r., wraz z Teodorą Popowską, uzyskał zezwolenie gubernatora warszawskiego, Dmitrija Nikołajewicza Martynowa, na uruchomienie biblioteki z czytelnią.
Początkową siedzibą biblioteki były cztery izby w domu czynszowym przy ówczesnej ulicy Długiej, mieszczące magazyn książek, wypożyczalnię oraz czytelnię.
Organizację biblioteki dla wszystkich pracowników fabryki powierzono Teodorze Popowskiej, która odpowiadała także za kupowanie nowych książek dla biblioteki, a począwszy od momentu udostępnienia jej zbiorów publiczności przez wiele lat nią kierowała.
Dzięki statusowi biblioteki zakładowej książnica była niezależna finansowo od władz carskich, a dzięki ciągłemu rozwojowi fabryki uzyskiwała znaczne kwoty na powiększanie księgozbioru. Już w roku 1906, czyli niespełna rok przed udostępnieniem zbiorów publiczności, zakupiono do zbiorów biblioteki 877 woluminów za łączną kwotę 895,32 rb. Jako że część kupowanych książek nie posiadała opraw, biblioteka korzystała z usług introligatorów. Książki oprawiano głównie w księgarni Edwarda Wendego w Warszawie przy ulicy Krakowskie Przedmieście 9. Z księgarni tej pochodził znaczny odsetek zakupionych pozycji, jednakże książki nabywano także w innych księgarniach warszawskich: w Księgarni Gebethnera i Wolffa, w Księgarni Polskiej oraz u Michała Arcta.
Bibliotekę Fabryczną udostępniono publiczności w 1907 roku. Inwentarz biblioteki wymieniał wówczas 2792 tomy, które razem z pracami introligatorskimi kosztowały łącznie 2001,91 rb.

### Księgozbiór
Księgozbiór prowadzono zachowując podział na 5 działów oznaczonych literami: A, B, C, D, E.
Kategoria A obejmowała klasykę literatury polskiej i obcej oraz wydawnictwa z zakresu literatury pięknej. W dniu otwarcia biblioteki dział ten liczył 1010 wol. (36,17%)
Kategoria B obejmowała dzieła literatury pięknej polskiej i obcej wraz z wydawnictwami przeznaczonymi dla dzieci i młodzieży. W dniu otwarcia biblioteki dział ten liczył 918 t. (32,88%)
Kategoria C obejmowała z jednej strony literaturę fachową i dzieła popularnonaukowe z zakresu nauk humanistycznych, z drugiej zbiór podręczników z zakresu szeroko pojętej humanistyki. W dniu otwarcia biblioteki dział ten liczył 381 poz. (13,65%)
Kategoria D obejmowała wydawnictwa specjalistyczne i popularnonaukowe z zakresu nauk matematyczno-przyrodniczych, techniki, medycyny oraz podręczniki techniczne. W dniu otwarcia biblioteki dział ten liczył 393 t. (14,08%)
Kategoria E obejmowała słowniki oraz wydawnictwa encyklopedyczne. W dniu otwarcia biblioteki liczyła 90 t. (3,22%).
Ogółem literatura piękna zgromadzona w działach A i B obejmowała w 1907 r. 1928 t., co stanowiło 69% całości zbioru książek. Z tego ok. 60% (czyli 41% całości) stanowiły wydania dzieł polskich, zaś pozostałe 40% (27,6% całości) stanowiły przekłady dzieł innych literatur narodowych.
W kategoriach A i B najliczniejszą grupę tworzyły dzieła obyczajowe, w tym liczne utwory podróżnicze, historyczne oraz znaczący zbiór literatury kobiecej; najmniej licznie prezentowane był dramat. W dziale młodzieżowym z kolei znaczący udział miały powieści dla dziewcząt. Zdecydowanie najwięcej tomów reprezentowało współczesną literaturę polską, tj. dziewiętnastowieczną i z początku XX wieku; były to dzieła takich autorów jak Bolesław Prus, Józef Ignacy Kraszewski, Władysław Reymont, Henryk Sienkiewicz i Stefan Żeromski, a także Władysław Orkan, Łoziński, Wiktor Gomulicki, Korzeniowski, Maria Rodziewiczówna i Teodor Jeske-Choiński. W dziale dramatu oprócz klasyków romantycznych takich jak Adam Mickiewicz i Juliusz Słowacki nie zabrakło dzieł najnowszych, na przykład Wyspiańskiego. Wiele dzieł reprezentowało twórców renesansowych: Mikołaja Reja, Jana Kochanowskiego i Andrzeja Frycza Modrzewskiego.
Zbiór tłumaczeń z literatur obcych obejmował wydania klasyki dziewiętnastowiecznej, między innymi takich autorów jak: Charles Dickens, Victor Hugo, Lew Tołstoj, Fiodor Dostojewski, Jules Verne, Antoni Czechow, Mark Twain. Z autorów starszych reprezentowani byli: Dante Alighieri, Cervantes i Homer, a z dramatu nowożytnego: William Shakespeare, Friedrich Schiller, Lord Byron oraz Michaił Lermontow.
Kategoria C gromadziła różnorakie dzieła z zakresu humanistyki, zwłaszcza językoznawstwa, w tym: historii języka, gramatyki, ortografii, pedagogiki, psychologii, historii powszechnej i historii literatury, religioznawstwa.
400 książek z działu czwartego (D) reprezentowało przede wszystkim zagadnienia medyczne, zwłaszcza profilaktykę, neonatologię, higienę, alkoholizm. W tym dziale ulokowano także wydawnictwa z zakresu rolnictwa oraz uprawy warzyw, poradniki profesjonalne dla różnorodnych zawodów technicznych reprezentowanych w fabryce lnu oraz podręczniki do nauk ścisłych (fizyki, chemii, geometrii, arytmetyki).
Najmniejszy liczbowo dział E choć niewielki zawierał ważne wydawnictwa słownikowe i encyklopedyczne z XIX wieku, takie jak: encyklopedia Orgelbranda, encyklopedia Glogera, Słownik Geograficzny Królestwa Polskiego oraz kilka słowników, w tym niemiecko-polski i polsko-niemiecki.
Od początku istnienia oprócz edycji książkowych Biblioteka Fabryczna gromadziła w swych zbiorach roczniki bieżących tytułów prasy: Bluszcz, Tygodnik Ilustrowany, Gazeta Świąteczna, Wychowanie Człowieka, Wieczory Rodzinne, Zdrowie, Skaut, Ognisko, Podręcznik Językowy, Marchołt, Mucha, Biblioteka Warszawska, Dobra Gospodyni, Die Woche oraz Zur Lust und Lehre.
Rok po otwarciu biblioteki, w połowie 1908 r. Biblioteka miała 1123 stałych czytelników, co stanowiło zaledwie 13,5% załogi zakładów lniarskich; w roku następnym liczba czytelników wzrosła do 1267 osób (odpowiednio 15,2% załogi). Od samego początku kobiety stanowiły bardzo mały odsetek czytelników; w 1908 r. biblioteka miała 395 czytelniczek (35,17% ogółu czytelników), w roku następnym 470 (37,01% czytelników). Tak niski poziom czytelnictwa kobiet jest tłumaczony ogromną ilością obowiązków kobiet, które oprócz pracy w fabryce musiały jeszcze zajmować się obowiązkami domowymi.
Z roku na rok systematycznie wzrastał poziom czytelnictwa w osadzie fabrycznej, co przejawiało się zarówno we wzroście liczby czytelników, ale i we wzroście liczby wypożyczanych pozycji; w pierwszym roku działalności biblioteka wypożyczała średnio 150 książek dziennie, zaś w drugim roku funkcjonowania – 169 dziennie. Dynamiczny rozwój książnicy został przerwany przez wybuch I wojny światowej, a zwłaszcza przez zniszczenie fabryki przez wycofujące się z frontu zachodniego wojska rosyjskie w nocy z 16 na 17 lipca 1915 r.; straty fabryki wyceniono na ponad 5 000 000 rb w złocie. Rozwój miasta i biblioteki zostały zahamowane na wiele lat..
W okresie 1907–1915 biblioteka była czynna codziennie przez 4 godziny, z wyjątkiem niedziel oraz świąt.

## Historia biblioteki od 1915 r.
Dopiero wraz z ożywieniem gospodarczym po 1936 r. i tzw. Aferze Żyrardowskiej, po której zakłady zostały przejęte przez Państwowy Bank Rolny nastąpiło ożywienie gospodarcze, wraz z którym ożywiło się życie kulturalne miasta, w tym biblioteki. Zbiory szczęśliwie przetrwały wojnę i obecnie biblioteka funkcjonuje jako Miejska Biblioteka Publiczna – Filia nr 6 i mieści się na parterze budynku mieszkalnego przy ulicy 1 Maja 52. Biblioteka posiada duży zasób druków sprzed 1945 r., w tym na przykład exempla poloników petersburskich z połowy XIX wieku, zespół wartościowych wydawnictw encyklopedycznych z końca XIX wieku oraz szereg wczesnych wydań dzieł literatury polskiej.